# Flankenvulkan

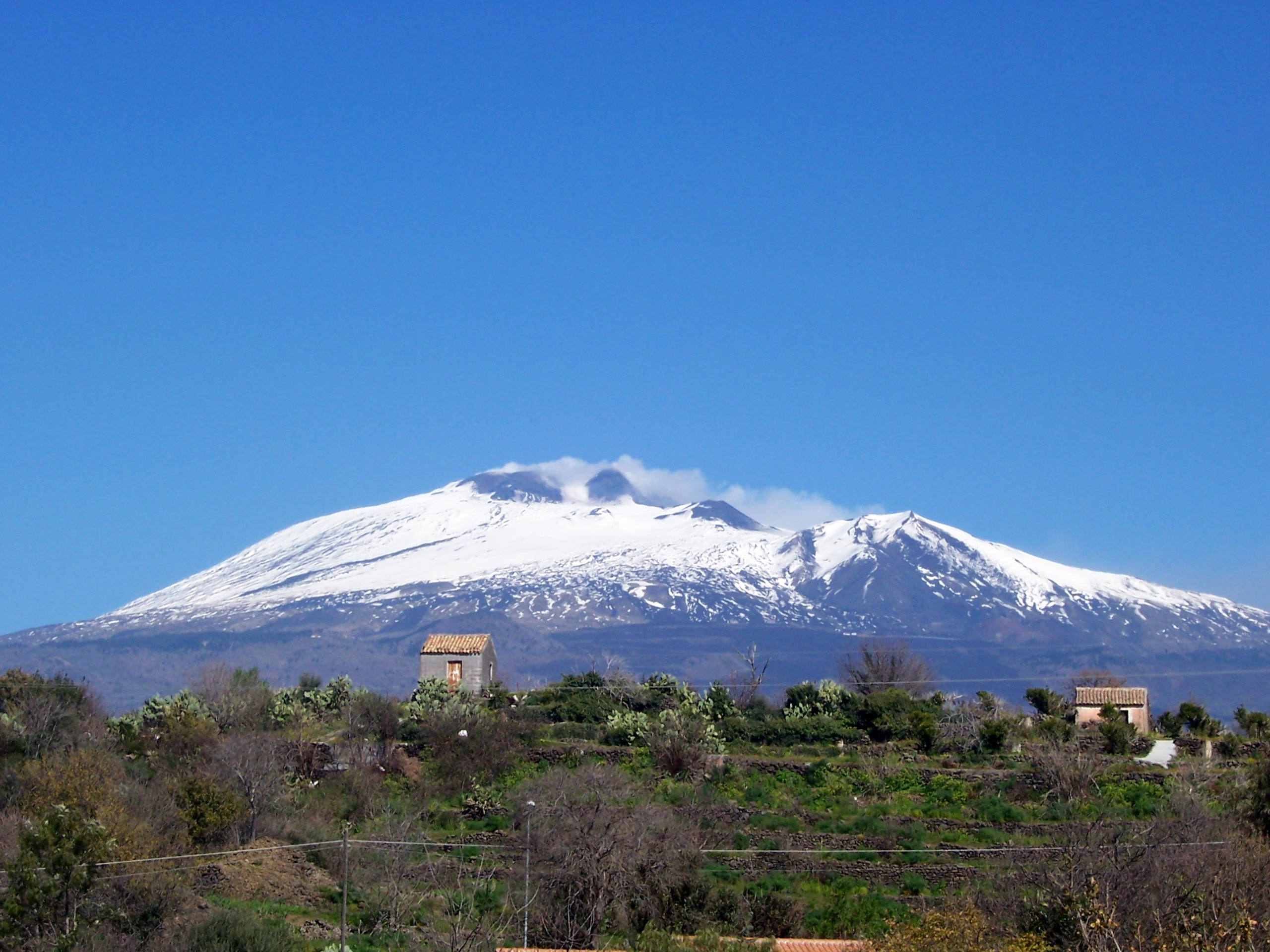
Ätna mit Flankenkrater

Skizze: Flankenvulkan (11) an einem Schichtvulkan

Flankenvulkane (auch Adventiv-Vulkane oder Parasitärvulkane) sind meist kleinere Vulkankegel, die den Flanken eines Vulkans aufsitzen und durch exzentrische Ausbrüche des Hauptvulkans entstehen. Flankenvulkane bilden sich meist entlang so genannter Eruptionsspalten, das sind bis in die Magmakammer reichende Störungszonen der Erdkruste, auf denen das Magma bis zur Oberfläche aufsteigen kann.
Dem größten Vulkan Europas, dem Ätna auf Sizilien, sitzen mehr als 300 Flankenvulkane auf, die typischerweise den radial von der Kraterterrasse nach Nordosten und nach Süden verlaufenden Hauptstörungszonen folgen.

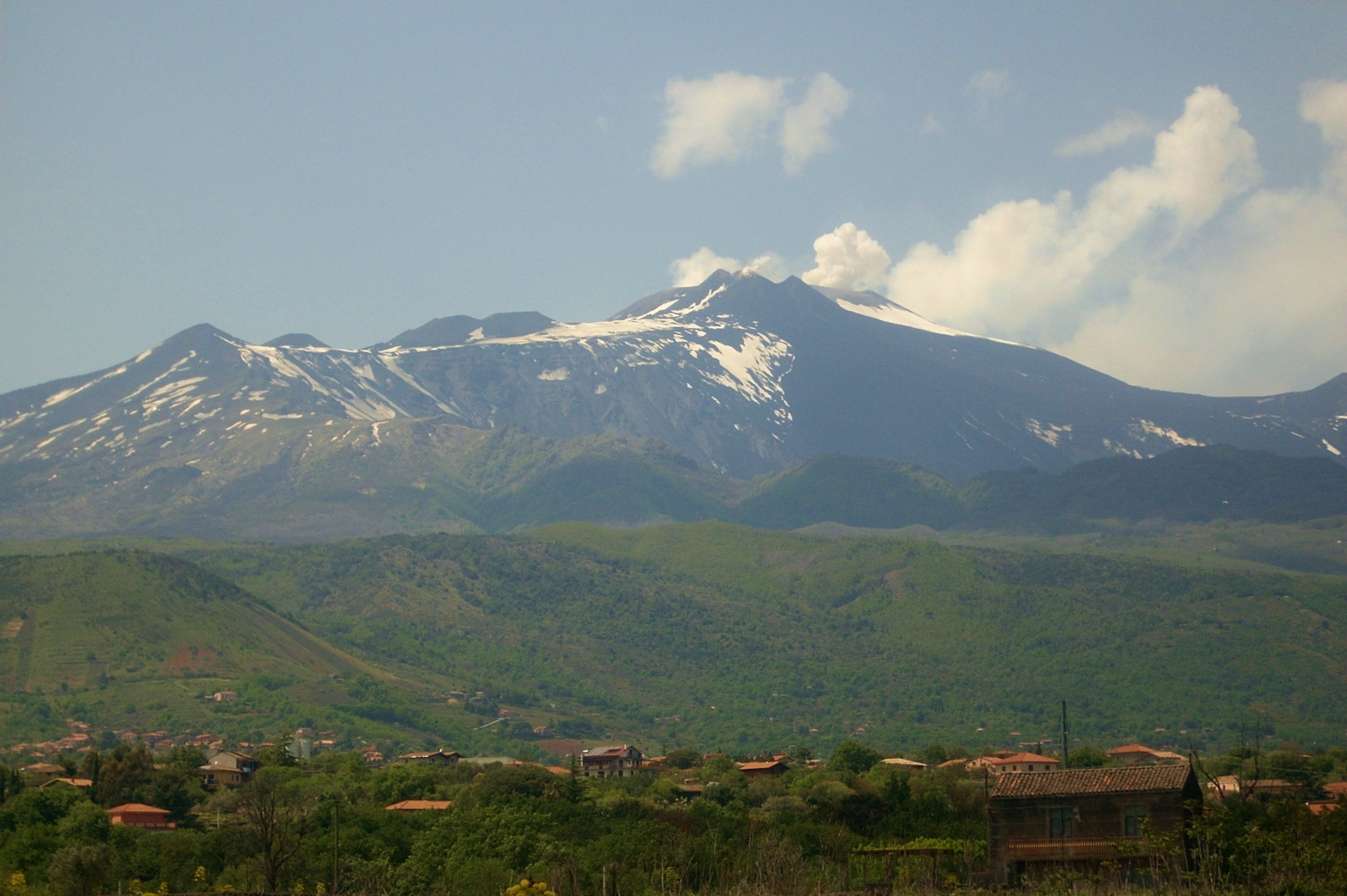
Diverse Flankenkrater am Ätna